# Список награждённых медалью Франциска Скорины (2010—2019)

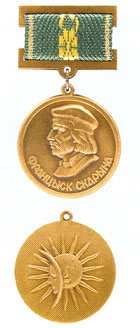
Медаль Франциска Скорины

Медаль Франциска Скорины (бел. Медаль Францыска Скарыны) — самая старая из медалей Республики Беларусь. Была учреждена в 1989 году. Медалью награждаются деятели образования, науки, культуры за высокие достижения в своей деятельности.

## За 2010 год
Число награждённых — 51 человек.
| № п/п | Стра на           | Фамилия Имя Отчество             | Должность либо профессия на момент награждения | Дата награждения (выхода указа) |
| ----- | ----------------- | -------------------------------- | --- | ------------------------------- |
| 461   | Флаг Беларуси     | Занько, Сергей Николаевич        | Заведующий кафедрой акушерства и гинекологии Витебского государственного ордена Дружбы народов медицинского университета | 5 января 2010 года              |
| 462   | Флаг Беларуси     | Бубен, Владимир Павлович         | Доцент кафедры народных инструментов Белорусского государственного педагогического университета имени М.Танка | 4 февраля 2010 года             |
| 463   | Флаг Беларуси     | Бущик, Василий Васильевич        | Проректор по научной работе Белорусского государственного педагогического университета имени М.Танка | 4 февраля 2010 года             |
| 464   | Флаг Беларуси     | Войтик, Виктор Антонович         | Профессор кафедры инструментовки Белорусской государственной академии музыки | 4 февраля 2010 года             |
| 465   | Флаг Беларуси     | Гарелик, Дмитрий Абрамович       | Директор Гомельского государственного театра кукол | 4 февраля 2010 года             |
| 466   | Флаг Беларуси     | Елинова, Ада Юрьевна             | Артист балета учреждения «Заслуженный коллектив Республики Беларусь Государственный ансамбль танца Беларуси» | 4 февраля 2010 года             |
| 467   | Флаг Беларуси     | Кузнецов, Вячеслав Владимирович  | Заведующий кафедрой инструментовки Белорусской государственной академии музыки | 4 февраля 2010 года             |
| 468   | Флаг Беларуси     | Лапотентов, Иван Михайлович      | Директор государственной музыкальной школы № 19 г. Минска | 4 февраля 2010 года             |
| 469   | Флаг Беларуси     | Лютый, Анатолий Михайлович       | Заведующий кафедрой истории Белоруссии Белорусского государственного педагогического университета имени М.Танка | 4 февраля 2010 года             |
| 470   | Флаг Беларуси     | Старичёнок, Василий Денисович    | Декан факультета русской филологии Белорусского государственного педагогического университета имени М.Танка | 4 февраля 2010 года             |
| 471   | Флаг Беларуси     | Ховранкова, Ольга Николаевна     | Начальник отдела культуры Климовичского районного исполнительного комитета | 4 февраля 2010 года             |
| 472   | Флаг Беларуси     | Бондарчук, Сергей Геннадьевич    | Артист цирка высшей категории Белорусского государственного цирка | 9 марта 2010 года               |
| 473   | Флаг Беларуси     | Евхименко, Вячеслав Викторович   | Артист цирка высшей категории Белорусского государственного цирка | 9 марта 2010 года               |
| 474   | Флаг Беларуси     | Метлицкий, Николай Николаевич    | Главный редактор журнала «Полымя» издательства «Літаратура і Мастацтва» | 9 марта 2010 года               |
| 475   | Флаг Беларуси     | Норбекова, Ирина Вениаминовна    | Ведущий мастер сцены театра-студии киноактёра РУП "Нацыянальная кінастудыя «Беларусьфільм» | 9 марта 2010 года               |
| 476   | Флаг Беларуси     | Туманова, Анастасия Николаевна   | Артист цирка высшей категории Белорусского государственного цирка | 9 марта 2010 года               |
| 477   | Флаг России       | Кабанова, Нина Васильевна        | Директор Новосибирского центра белорусской культуры | 23 апреля 2010 года             |
| 478   | Флаг России       | Кандыбович, Сергей Львович       | Председатель Совета региональной национально-культурной автономии «Белорусы Москвы» | 23 апреля 2010 года             |
| 479   | Флаг России       | Рудаков, Олег Васильевич         | Председатель Иркутского товарищества белорусской культуры имени Яна Черского | 23 апреля 2010 года             |
| 480   | Флаг Беларуси     | Дашкевич, Виктор Николаевич      | Ведущий мастер сцены Национального академического драматического театра имени Якуба Колоса | 23 апреля 2010 года             |
| 481   | Флаг Беларуси     | Душечкин, Андрей Андреевич       | Ведущий мастер сцены Национального академического драматического театра имени Максима Горького | 23 апреля 2010 года             |
| 482   | Флаг Беларуси     | Шевченко, Галина Ивановна        | Директор средней общеобразовательной школы № 9 г. Солигорска | 23 апреля 2010 года             |
| 483   | Флаг Беларуси     | Барабанцев, Виктор Кириллович    | Доцент кафедры интерьера и оборудования Белорусской государственной академии искусств | 19 июля 2010 года               |
| 484   | Флаг Беларуси     | Бондарь, Александр Викторович    | Заведующий кафедры экономической теории и истории экономических учений Белорусского государственного экономического университета | 19 июля 2010 года               |
| 485   | Флаг Беларуси     | Забелов, Пётр Петрович           | Доцент кафедры методики музыкального воспитания, теории музыки и игры на народных инструментах Могилёвского государственного университета имени А. Кулешова                                                                                    | 19 июля 2010 года               |
| 486   | Флаг Беларуси     | Левина, Раиса Леонидовна         | Декан факультета искусств Гродненского государственного университета имени Я. Купалы | 19 июля 2010 года               |
| 487   | Флаг Беларуси     | Ломсадзе, Лилия Николаевна       | Редактор отдела социальной политики и новостей РУП "Редакция газеты «Медицинский вестник» | 29 июля 2010 года               |
| 488   | Флаг Беларуси     | Мотяс, Галина Михайловна         | Главный хормейстер Академического ансамбля песни и танца Вооруженных Сил Республики Беларусь | 29 июля 2010 года               |
| 489   | Флаг Беларуси     | Цыркунов, Владимир Максимович    | Заведующий кафедры инфекционных заболеваний с курсом детских инфекций Гродненского государственного медицинского университета | 29 июля 2010 года               |
| 490   | Флаг Беларуси     | Артимович, Анатолий Ефимович     | Профессор кафедры скульптуры Белорусской государственной академии искусств | 8 сентября 2010 года            |
| 491   | Флаг Беларуси     | Бондаренко, Анатолий Ефимович    | Директор гимназии № 4 г. Минска | 8 сентября 2010 года            |
| 492   | Флаг Беларуси     | Боровиков, Валерий Васильевич    | Ведущий мастер сцены концертно-гастрольного отдела Белорусской государственной ордена Трудового Красного Знамени филармонии | 8 сентября 2010 года            |
| 493   | Флаг Беларуси     | Белявский, Павел Анатольевич     | Артист оркестра, ведущий мастер сцены государственного учреждения "Заслуженный коллектив Республики Беларусь «Национальный оркестр симфонической и эстрадной музыки Республики Беларусь»                                                       | 8 сентября 2010 года            |
| 494   | Флаг Беларуси     | Запёкин, Виталий Николаевич      | Артист хора высшей категории заслуженного коллектива Республики Беларусь «Государственная академическая хоровая капелла Республики Беларусь им. Г.Ширмы» учреждения «Белорусская государственная ордена Трудового Красного Знамени филармония» | 8 сентября 2010 года            |
| 495   | Флаг Беларуси     | Костюк, Михаил Павлович          | Главный научный сотрудник Института истории НАН Беларуси | 8 сентября 2010 года            |
| 496   | Флаг Беларуси     | Марцуль, Владимир Николаевич     | Заведующий кафедры промышленной экологии Белорусского государственного технологического университета | 8 сентября 2010 года            |
| 497   | Флаг Беларуси     | Мезенко, Анна Михайловна         | Заведующий кафедры общего и русского языкознания Витебского государственного университета им. П. М. Машерова | 8 сентября 2010 года            |
| 498   | Флаг Беларуси     | Науменко, Елена Эдуардовна       | Артист оркестра, ведущий мастер сцены государственного учреждения "Заслуженный коллектив Республики Беларусь «Национальный оркестр симфонической и эстрадной музыки Республики Беларусь»                                                       | 8 сентября 2010 года            |
| 499   | Флаг Беларуси     | Неверов, Александр Васильевич    | Заведующий кафедры менеджмента и экономики природопользования Белорусского государственного технологического университета | 8 сентября 2010 года            |
| 500   | Флаг Беларуси     | Черноусова, Ольга Робертовна     | Директор гимназии № 13 г. Минска | 8 сентября 2010 года            |
| 501   | Флаг Беларуси     | Чебан, Сергей Викторович         | Артист оркестра, ведущий мастер сцены государственного учреждения "Заслуженный коллектив Республики Беларусь «Национальный оркестр симфонической и эстрадной музыки Республики Беларусь»                                                       | 8 сентября 2010 года            |
| 502   | Флаг Беларуси     | Гальперович, Наум Яковлевич      | Главный директор дирекции зарубежного вещания (радиостанция «Беларусь») Белорусского радио Национальной государственной телерадиокомпании | 29 сентября 2010 года           |
| 503   | Флаг Беларуси     | Колодяжная, Зинаида Владимировна | Артист разговорного жанра высшей категории филармонии для детей и юношества Белорусской государственной ордена Трудового Красного Знамени филармонии                                                                                           | 29 сентября 2010 года           |
| 504   | Флаг Беларуси     | Пашкевич, Людмила Антоновна      | Заместитель директора по научной работе Республиканского научно-практического центра травматологии и ортопедии | 29 сентября 2010 года           |
| 505   | Флаг Беларуси     | Васько, Александр Петрович       | Ведущий мастер сцена Белорусского государственного театра кукол | 4 ноября 2010 года              |
| 506   | Флаг Беларуси     | Шило, Иван Николаевич            | Первый проректор Белорусского государственного аграрного технического университета | 4 ноября 2010 года              |
| 507   | Флаг Венгрии      | Золтан, Андраш                   | Председатель Венгерской ассоциации белорусистов, профессор | 16 ноября 2010 года             |
| 508   | Флаг Беларуси     | Попов, Виктор Алексеевич         | Руководитель заслуженного коллектива Республики Беларусь хореографического ансамбля «Рунь» Могилёвского городского Центра культуры и свободного времени                                                                                        | 8 декабря 2010 года             |
| 509   | Флаг Беларуси     | Суцковер, Александр Семёнович    | Ведущий мастер сцены Национального академического драматического театра им. М. Горького | 8 декабря 2010 года             |
| 510   | Флаг Беларуси     | Семёнова, Светлана Николаевна    | Директор лицея № 1 им. А. С. Пушкина г. Бреста | 8 декабря 2010 года             |
| 511   | Флаг Беларуси     | Шикунова, Ирина Семёновна        | Доцент кафедры песен Белорусской государственной академии музыки | 8 декабря 2010 года             |
| 512   | Флаг Азербайджана | Самедзаде, Зияд                  | Председатель Постоянного комитета по экономической политике Милли Меджлиса Азербайджанской Республики | 16 декабря 2010 года            |

## За 2011 год
Число награждённых — 69 человек.
| № п/п | Стра на       | Фамилия Имя Отчество               | Должность либо профессия на момент награждения | Дата награждения (выхода указа) |
| ----- | ------------- | ---------------------------------- | --- | ------------------------------- |
| 513   | Флаг Беларуси | Аутко, Александр Александрович     | директор Республиканского научно-производственного дочернего унитарного предприятия «Институт овощеводства»                                                                                           | 21 февраля 2011 года            |
| 514   | Флаг Беларуси | Баландин, Константин Иванович      | заместитель директора по учебной работе Республиканского института инновационных технологий Белорусского национального технического университета                                                      | 21 февраля 2011 года            |
| 515   | Флаг Беларуси | Гарбар, Александр Валентинович     | генеральный директор учреждения «Белорусская государственная ордена Трудового Красного Знамени филармония»                                                                                            | 21 февраля 2011 года            |
| 516   | Флаг Беларуси | Иваницкий, Николай Иванович        | декан механико-технологического факультета Белорусского национального технического университета | 21 февраля 2011 года            |
| 517   | Флаг Беларуси | Коктыш, Василий Петрович           | генеральный директор унитарного предприятия «Киновидеопрокат» Мингорисполкома | 21 февраля 2011 года            |
| 518   | Флаг Беларуси | Литвинёнок, Светлана Васильевна    | артист драмы — ведущий мастер сцены Государственного учреждения культуры «Гродненский областной драматический театр»                                                                                  | 21 февраля 2011 года            |
| 519   | Флаг Беларуси | Сардаров, Армен Сергеевич          | декан архитектурного факультета Белорусского национального технического университета | 21 февраля 2011 года            |
| 520   | Флаг Беларуси | Ткачёнок, Александр Леонидович     | ведущий мастер сцены Государственного учреждения «Национальный академический драматический театр имени М. Горького»                                                                                   | 21 февраля 2011 года            |
| 521   | Флаг Литвы    | Третьяков, Валерий Артамонович     | главный редактор газеты «Литовский курьер» | 2 марта 2011 года               |
| 522   | Флаг Беларуси | Ласминский, Александр Иосифович    | директор государственного учреждения «телерадиовещательный канал «Гродно Плюс» | 1 апреля 2011 года              |
| 523   | Флаг Беларуси | Попов, Олег Викторович             | заведующий отделом дизайна открытого акционерного общества «Народная газета» | 1 апреля 2011 года              |
| 524   | Флаг Беларуси | Берков, Владимир Федотович         | профессор кафедры философских наук факультета инновационной подготовки Института руководящих кадров Академии управления при Президенте Республики Беларусь                                            | 3 июня 2011 года                |
| 525   | Флаг Беларуси | Гарцуев, Александр Фёдорович       | режиссёр-постановщик государственного учреждения «Национальный академический театр имени Янки Купалы»                                                                                                 | 3 июня 2011 года                |
| 526   | Флаг Беларуси | Денисов, Игорь Леонидович          | артист высшей категории государственного учреждения «Национальный академический театр имени Янки Купалы»                                                                                              | 3 июня 2011 года                |
| 527   | Флаг Беларуси | Илюкевич, Георгий Владимирович     | заведующий кафедрой анестезиологии и реаниматологии государственного учреждения образования «Белорусская медицинская академия последипломного образования»                                            | 3 июня 2011 года                |
| 528   | Флаг Беларуси | Лапина, Светлана Валентиновна      | заведующая кафедрой государственного управления социальной сферой и белорусоведения факультета переподготовки Института государственной службы Академии управления при Президенте Республики Беларусь | 3 июня 2011 года                |
| 529   | Флаг Беларуси | Масловская, Анна Валерьевна        | артист — ведущий мастер сцены Государственного учреждения «Республиканский театр белорусской драматургии»                                                                                             | 3 июня 2011 года                |
| 530   | Флаг Беларуси | Чернобаева, Галина Викторовна      | артист — ведущий мастер сцены Государственного учреждения «Республиканский театр белорусской драматургии»                                                                                             | 3 июня 2011 года                |
| 531   | Флаг Беларуси | Щербин, Владимир Иванович          | заведующий художественным отделением Дзержинской детской школы искусств | 3 июня 2011 года                |
| 532   | Флаг России   | Воронцов, Алексей Васильевич       | заведующий кафедрой социологии Санкт-Петербургского Российского государственного педагогического университета имени А. И.Герцена                                                                      | 14 июня 2011 года               |
| 533   | Флаг Беларуси | Мальцева, Елена Анатольевна        | артистка-солистка-инструменталистка, ведущий мастер сцены ансамбля солистов «Классик-Авангард» учреждения «Белорусская государственная ордена Трудового Красного Знамени филармония»                  | 2 июля 2011 года                |
| 534   | Флаг Беларуси | Парецкий, Анатолий Давидович       | лектор-музыковед высшей категории филармонии для детей и юношества учреждения «Белорусская государственная ордена Трудового Красного Знамени филармония»                                              | 2 июля 2011 года                |
| 535   | Флаг Беларуси | Усович, Павел Геннадьевич          | артист-вокалист — ведущий мастер сцены учреждения культуры «Могилёвская областная филармония» | 2 июля 2011 года                |
| 536   | Флаг Беларуси | Цибулько, Анатолий Владимирович    | редактор отдела экономики аграрно-промышленного комплекса — член редколлегии учреждения «Редакция газеты «Белорусская нива»                                                                           | 2 июля 2011 года                |
| 537   | Флаг Латвии   | Володько, Станислав Викторович     | заместитель председателя Белорусского культурно-просветительского общества «Уздым» Союза белорусов Латвии                                                                                             | 1 августа 2011 года             |
| 538   | Флаг Беларуси | Абасова, Гюнешь Алисафа-кызы       | артист-вокалист государственного театрально-зрелищного учреждения «Молодёжный театр эстрады» | 2 августа 2011 года             |
| 539   | Флаг Беларуси | Арланова, Валерия Юрьевна          | ведущий мастер сцены театра-студии киноактёра республиканского унитарного предприятия «Национальная киностудия «Беларусьфильм»                                                                        | 2 августа 2011 года             |
| 540   | Флаг Беларуси | Гутковская, Светлана Вячеславовна  | заведующая кафедрой хореографии факультета традиционной белорусской культуры и современного искусства учреждения образования «Белорусский государственный университет культуры и искусств»            | 2 августа 2011 года             |
| 541   | Флаг Беларуси | Дудич, Елена Алексеевна            | ведущий мастер сцены учреждения культуры «Могилёвский областной драматический театр» | 2 августа 2011 года             |
| 542   | Флаг Беларуси | Жугжда, Олег Олегович              | главный режиссёр Государственного учреждения культуры «Гродненский областной театр кукол» | 2 августа 2011 года             |
| 543   | Флаг Беларуси | Зинчук, Алексей Михайлович         | член Общественного объединения «Белорусский союз художников» | 2 августа 2011 года             |
| 544   | Флаг Беларуси | Климук, Денис Владимирович         | артист балета — ведущий мастер сцены государственного театрально-зрелищного учреждения «Национальный академический Большой театр оперы и балета Республики Беларусь»                                  | 2 августа 2011 года             |
| 545   | Флаг Беларуси | Муженко, Тамара Трофимовна         | ведущий мастер сцены театра-студии киноактёра республиканского унитарного предприятия «Национальная киностудия «Беларусьфильм»                                                                        | 2 августа 2011 года             |
| 546   | Флаг Беларуси | Пролич, Алла Григорьевна           | ведущий мастер сцены театра-студии киноактёра республиканского унитарного предприятия «Национальная киностудия «Беларусьфильм»                                                                        | 2 августа 2011 года             |
| 547   | Флаг Беларуси | Рыбчинский, Виктор Антонович       | ведущий мастер сцены театра-студии киноактёра республиканского унитарного предприятия «Национальная киностудия «Беларусьфильм»                                                                        | 2 августа 2011 года             |
| 548   | Флаг Беларуси | Трифонов, Станислав Владимирович   | артист-вокалист (солист) – ведущий мастер сцены государственного театрально-зрелищного учреждения «Национальный академический Большой театр оперы и балета Республики Беларусь»                       | 2 августа 2011 года             |
| 549   | Флаг Беларуси | Хлестов, Алексей Иванович          | артист-вокалист государственного театрально-зрелищного учреждения «Молодёжный театр эстрады» | 2 августа 2011 года             |
| 550   | Флаг Беларуси | Хоботов, Леонид Васильевич         | член Общественного объединения «Белорусский союз художников» | 2 августа 2011 года             |
| 551   | Флаг Беларуси | Апанасович, Владимир Владимирович  | директор государственного учреждения образования «Институт бизнеса и менеджмента технологий» Белорусского государственного университета                                                               | 26 октября 2011 года            |
| 552   | Флаг Беларуси | Вальковский, Михаил Александрович  | первый заместитель главного редактора учреждения «Редакция газеты «Республика» | 26 октября 2011 года            |
| 553   | Флаг Беларуси | Валянюк, Виталий Васильевич        | специальный корреспондент учреждения Администрации Президента Республики Беларусь «Редакция газеты «Советская Белоруссия»                                                                             | 26 октября 2011 года            |
| 554   | Флаг Беларуси | Воробьёв, Николай Тимофеевич       | заведующий кафедрой алгебры и методики преподавания математики учреждения образования «Витебский государственный университет имени П. М. Машерова»                                                    | 26 октября 2011 года            |
| 555   | Флаг Беларуси | Голуб, Наталья Сергеевна           | заведующий службой корреспондентов дирекции информационного вещания закрытого акционерного общества «Столичное телевидение»                                                                           | 26 октября 2011 года            |
| 556   | Флаг Беларуси | Журавков, Михаил Анатольевич       | первый проректор Белорусского государственного университета | 26 октября 2011 года            |
| 557   | Флаг Беларуси | Забенько, Екатерина Леонидовна     | заместитель директора Дирекции художественных программ закрытого акционерного общества «Столичное телевидение»                                                                                        | 26 октября 2011 года            |
| 558   | Флаг Беларуси | Козлович, Валентина Николаевна     | собственный корреспондент учреждения Администрации Президента Республики Беларусь «Редакция газеты «Советская Белоруссия» по Брестской области                                                        | 26 октября 2011 года            |
| 559   | Флаг Беларуси | Кольченко, Игорь Александрович     | обозреватель учреждения Администрации Президента Республики Беларусь «Редакция газеты «Советская Белоруссия»                                                                                          | 26 октября 2011 года            |
| 560   | Флаг Беларуси | Романова, Нина Васильевна          | редактор отдела международной политики учреждения Администрации Президента Республики Беларусь «Редакция газеты «Советская Белоруссия»                                                                | 26 октября 2011 года            |
| 561   | Флаг Беларуси | Решетников, Сергей Васильевич      | заведующий кафедрой политологии Белорусского государственного университета | 26 октября 2011 года            |
| 562   | Флаг Беларуси | Чесновский, Мечислав Эдвардович    | ректор учреждения образования «Брестский государственный университет имени А. С. Пушкина» | 26 октября 2011 года            |
| 563   | Флаг Беларуси | Шнип, Людмила Ивановна             | обозреватель учреждения Администрации Президента Республики Беларусь «Редакция газеты «Советская Белоруссия»                                                                                          | 26 октября 2011 года            |
| 564   | Флаг Беларуси | Шумейко, Николай Максимович        | директор Научно-исследовательского учреждения «Национальный научно-учебный центр физики частиц и высоких энергий» Белорусского государственного университета                                          | 26 октября 2011 года            |
| 565   | Флаг Украины  | Гореликова, Анна Ивановна          | председатель общественной организации «Севастопольское общество «Беларусь», художественный руководитель народного ансамбля белорусской песни «Белая Русь»                                             | 21 ноября 2011 года             |
| 566   | Флаг Беларуси | Алейник, Екатерина Васильевна      | артист балета (солист) — ведущий мастер сцены государственного театрально-зрелищного учреждения «Национальный академический Большой театр оперы и балета Республики Беларусь                          | 23 ноября 2011 года             |
| 567   | Флаг Беларуси | Вежновец, Марина Валерьевна        | артист балета (солист) — ведущий мастер сцены государственного театрально-зрелищного учреждения «Национальный академический Большой театр оперы и балета Республики Беларусь»                         | 23 ноября 2011 года             |
| 568   | Флаг Беларуси | Веренчиков, Игорь Романович        | директор учреждения образования «Юридический колледж Белорусского государственного университета» | 23 ноября 2011 года             |
| 569   | Флаг Беларуси | Гвоздик, Дмитрий Иванович          | артист оркестра высшей категории государственного учреждения «Национальный академический народный хор Республики Беларусь имени Г. И.Титовича»                                                        | 23 ноября 2011 года             |
| 570   | Флаг Беларуси | Гугнин, Александр Александрович    | заведующий кафедрой мировой литературы и культурологии учреждения образования «Полоцкий государственный университет»                                                                                  | 23 ноября 2011 года             |
| 571   | Флаг Беларуси | Ераньков, Леонид Николаевич        | заведующий музыкальной части государственного учреждения «Национальный академический драматический театр имени М. Горького»                                                                           | 23 ноября 2011 года             |
| 572   | Флаг Беларуси | Ковалёв, Юрий Андреевич            | артист балета (солист) — ведущий мастер сцены государственного театрально-зрелищного учреждения «Национальный академический Большой театр оперы и балета Республики Беларусь»                         | 23 ноября 2011 года             |
| 573   | Флаг Беларуси | Ковальчик, Сергей Михайлович       | главный режиссёр Государственного учреждения «Национальный академический драматический театр имени М. Горького»                                                                                       | 23 ноября 2011 года             |
| 574   | Флаг Беларуси | Кириленко, Валентин Александрович  | артист-вокалист (солист) заслуженного коллектива Республики Беларусь ансамбля народной музыки «Бяседа» творческого объединения музыкальных коллективов Национальной государственной телерадиокомпании | 23 ноября 2011 года             |
| 575   | Флаг Беларуси | Лазовская, Татьяна Николаевна      | артист-вокалист (солист) заслуженного коллектива Республики Беларусь ансамбля народной музыки «Бяседа» творческого объединения музыкальных коллективов Национальной государственной телерадиокомпании | 23 ноября 2011 года             |
| 576   | Флаг Беларуси | Матвеенко, Рената Валерьевна       | артист хора высшей категории государственного учреждения «Национальный академический народный хор Республики Беларусь имени Г.И.Титовича»                                                             | 23 ноября 2011 года             |
| 577   | Флаг Беларуси | Миронова, Тамара Васильевна        | артист, ведущий мастер сцены Государственного учреждения «Национальный академический театр имени Янки Купалы»                                                                                         | 23 ноября 2011 года             |
| 578   | Флаг Беларуси | Поддубский, Руслан Викторович      | обозреватель политического дирекции информационного вещания закрытого акционерного общества «Второй национальный телеканал»                                                                           | 23 ноября 2011 года             |
| 579   | Флаг Беларуси | Поздняков, Михаил Павлович         | председатель Минского городского отделения общественного объединения «Союз писателей Беларуси» | 23 ноября 2011 года             |
| 580   | Флаг Беларуси | Спиридович, Елена Борисовна        | корреспондент специального творческого объединения подготовки телепрограмм главной дирекции телепроизводства Национальной государственной телерадиокомпании                                           | 23 ноября 2011 года             |
| 581   | Флаг Беларуси | Лукашевич, Владимир Константинович | заведующий кафедрой философии учреждения образования «Белорусский государственный экономический университет»                                                                                          | 27 декабря 2011 года            |

## За 2012 год
Число награждённых — 51 человек.
| № п/п | Стра на           | Фамилия Имя Отчество                | Должность либо профессия на момент награждения | Дата награждения (выхода указа) |
| ----- | ----------------- | ----------------------------------- | --- | ------------------------------- |
| 582   | Флаг Беларуси     | Онищенко, Наталья Васильевна        | ведущий мастер сцены учреждения «Белорусский государственный молодёжный театр» | 6 января 2012 года              |
| 583   | Флаг Беларуси     | Гигин, Вадим Францевич              | главный редактор журнала «Белорусская мысль» республиканского унитарного предприятия «Белорусское телеграфное агентство» | 6 января 2012 года              |
| 584   | Флаг Беларуси     | Лаухина, Анна Викторовна            | ведущий мастер сцены учреждения «Белорусский государственный молодёжный театр» | 6 января 2012 года              |
| 585   | Флаг Беларуси     | Савина, Вера Юрьевна                | член республиканского общественного объединения «Белорусский союз кинематографистов» | 6 января 2012 года              |
| 586   | Флаг Беларуси     | Толочко, Виктор Александрович       | фотокорреспондент редакции фотоинформации республиканского унитарного предприятия «Белорусское телеграфное агентство» | 6 января 2012 года              |
| 587   | Флаг России       | Бондаренко, Сергей Афанасьевич      | председатель Думы г. Сургута (Российская Федерация) | 16 апреля 2012 года             |
| 588   | Флаг Азербайджана | Салахова, Зарифа Теймур кызы        | председатель правления общества «Книга» (Азербайджанская Республика) | 16 апреля 2012 года             |
| 589   | Флаг Беларуси     | Козин, Владимир Михайлович          | профессор кафедры дерматовенерологии учреждения образования «Витебский государственный ордена Дружбы народов медицинский университет» | 19 апреля 2012 года             |
| 590   | Флаг Беларуси     | Мрочак, Александр Геннадьевич       | директор государственного учреждения »Республиканский научно-практический центр «Кардиология» Министерства здравоохранения Республики Беларусь» | 19 апреля 2012 года             |
| 591   | Флаг Беларуси     | Панин, Вячеслав Николаевич          | главный режиссёр государственного театрально-зрелищного учреждения «Молодёжный театр эстрады» | 19 апреля 2012 года             |
| 592   | Флаг Беларуси     | Спектор, Борис Исаакович            | заведующий кафедрой фортепиано учреждения образования «Белорусская государственная академия музыки» | 19 апреля 2012 года             |
| 593   | Флаг Беларуси     | Чернюк, Наталья Александровна       | руководитель заслуженного любительского коллектива Республики Беларусь хореографического ансамбля «Звезда» государственного учреждения «Центр культуры «Витебск»                                                                                   | 19 апреля 2012 года             |
| 594   | Флаг Беларуси     | Борисевич, Ирена Иосифовна          | заведующая государственным учреждением образования «Дошкольный центр развития ребенка агрогородка Василишки» Щучинского района | 7 мая 2012 года                 |
| 595   | Флаг Беларуси     | Гайдук, Геннадий Иосифович          | ведущий мастер сцены Государственного учреждения «Национальный академический драматический театр имени Якуба Коласа» | 7 мая 2012 года                 |
| 596   | Флаг Беларуси     | Кавалерова, Вера Ильинична          | ведущий мастер сцены Государственного учреждения «Белорусский республиканский театр юного зрителя» | 7 мая 2012 года                 |
| 597   | Флаг Беларуси     | Костюченко, Александр Александрович | главный художник государственного театрально-зрелищного учреждения «Национальный академический Большой театр оперы и балета Республики Беларусь»                                                                                                   | 7 мая 2012 года                 |
| 598   | Флаг Беларуси     | Кулешова, Нина Васильевна           | ведущий мастер сцены Государственного учреждения «Национальный академический драматический театр имени Якуба Коласа» | 7 мая 2012 года                 |
| 599   | Флаг Беларуси     | Лойко, Георгий Николаевич           | ведущий мастер сцены Государственного учреждения «Национальный академический драматический театр имени Якуба Коласа» | 7 мая 2012 года                 |
| 600   | Флаг Беларуси     | Полозков, Александр Петрович        | ведущий мастер сцены Государственного учреждения «Белорусский республиканский театр юного зрителя» | 7 мая 2012 года                 |
| 601   | Флаг Беларуси     | Сало, Елена Алексеевна              | артист-вокалист (солист) государственного театрально-зрелищного учреждения «Национальный академический Большой театр оперы и балета Республики Беларусь»                                                                                           | 7 мая 2012 года                 |
| 602   | Флаг Беларуси     | Фрейдин, Макс Залмонович            | заведующий кафедрой агробизнеса учреждения образования «Белорусская государственная орденов Октябрьской революции и Трудового Красного Знамени сельскохозяйственная академия»                                                                      | 7 мая 2012 года                 |
| 603   | Флаг Беларуси     | Шиманский, Михаил Николаевич        | внештатный корреспондент учреждения «Редакция газеты «Республика», член президиума Республиканского совета Белорусского общественного объединения ветеранов                                                                                        | 7 мая 2012 года                 |
| 604   | Флаг Беларуси     | Якушевич, Оксана Александровна      | артист-вокалист (солист), ведущий мастер сцены государственного театрально-зрелищного учреждения «Национальный академический Большой театр оперы и балета Республики Беларусь»                                                                     | 7 мая 2012 года                 |
| 605   | Флаг Беларуси     | Зыль, Андрей Николаевич             | заместитель начальника Военно-оркестровой службы – начальник ансамбля песни и пляски внутренних войск Министерства внутренних дел, подполковник | 24 июня 2012 года               |
| 606   | Флаг Беларуси     | Базаревич, Наталья Викторовна       | артист хора высшей категории государственного учреждения «Национальный академический народный хор Республики Беларусь имени Г.И.Титовича» | 16 июля 2012 года               |
| 606   | Флаг Беларуси     | Волосюк, Ярослав Александрович      | преподаватель учреждения образования «Минский государственный музыкальный колледж имени М.И.Глинки» | 16 июля 2012 года               |
| 607   | Флаг Беларуси     | Горинович, Галина Сергеевна         | репетитор по балету государственного учреждения «Национальный академический народный хор Республики Беларусь имени Г.И.Титовича» | 16 июля 2012 года               |
| 608   | Флаг Беларуси     | Грушова, Ирина Анатольевна          | артист балета высшей категории государственного учреждения «Белорусский государственный заслуженный хореографический ансамбль «Хорошки» | 16 июля 2012 года               |
| 609   | Флаг Беларуси     | Гуркова, Наталья Степановна         | артист хора высшей категории государственного учреждения «Национальный академический народный хор Республики Беларусь имени Г. И.Титовича» | 16 июля 2012 года               |
| 610   | Флаг Беларуси     | Егиазарян, Георгий Анушаванович     | председатель Общественного объединения «Минское городское армянское культурно-просветительское общество «Айастан» | 16 июля 2012 года               |
| 611   | Флаг Беларуси     | Кирута, Владимир Иванович           | директор культурно-развлекательного республиканского дочернего унитарного предприятия «Культсервис» Минского тракторного завода | 16 июля 2012 года               |
| 612   | Флаг Беларуси     | Макарук, Андрей Михайлович          | артист балета высшей категории государственного учреждения «Белорусский государственный заслуженный хореографический ансамбль «Хорошки» | 16 июля 2012 года               |
| 613   | Флаг Беларуси     | Миналькин, Вячеслав Викторович      | артист хора высшей категории государственного учреждения «Национальный академический народный хор Республики Беларусь имени Г.И.Титовича» | 16 июля 2012 года               |
| 614   | Флаг Беларуси     | Шмарловская, Галина Александровна   | декан факультета международных экономических отношений учреждения образования «Белорусский государственный экономический университет» | 16 июля 2012 года               |
| 615   | Флаг Беларуси     | Захаринский, Вячеслав Адамович      | художник-живописец, член общественного объединения «Белорусский союз художников» | 30 августа 2012 года            |
| 616   | Флаг Беларуси     | Кундас, Семён Петрович              | ректор учреждения образования «Международный государственный экологический университет имени А.Д.Сахарова» | 30 августа 2012 года            |
| 617   | Флаг Беларуси     | Лукьянов, Пётр Григорьевич          | профессор кафедры общей истории учреждения образования «Могилёвский государственный университет имени А.А.Кулешова» | 30 августа 2012 года            |
| 618   | Флаг Беларуси     | Вакуленко, Алексей Анатольевич      | артист оркестра — ведущий мастер сцены государственного театрально-зрелищного учреждения «Национальный академический Большой театр оперы и балета Республики Беларусь»                                                                             | 1 октября 2012 года             |
| 619   | Флаг Беларуси     | Кучер, Зинаида Левоновна            | директор учреждения «Государственный музей истории театральной и музыкальной культуры Республики Беларусь» | 1 октября 2012 года             |
| 620   | Флаг Беларуси     | Лосоцкая, Лариса Степановна         | артист оркестра — ведущий мастер сцены государственного театрально-зрелищного учреждения «Национальный академический Большой театр оперы и балета Республики Беларусь»                                                                             | 1 октября 2012 года             |
| 621   | Флаг Беларуси     | Маслеников, Владимир Павлович       | заведующий кафедрой живописи учреждения образования «Белорусская государственная академия искусств» | 1 октября 2012 года             |
| 622   | Флаг Беларуси     | Погорелая, Ксения Максимовна        | солистка-инструменталистка высшей категории концертного зала Софийского собора научно-исследовательской и просветительской учреждения культуры «Национальный Полоцкий историко-культурный музей-заповедник»                                        | 1 октября 2012 года             |
| 623   | Флаг Беларуси     | Турбан, Галина Владимировна         | заведующая кафедрой международного бизнеса учреждения образования «Белорусский государственный экономический университет» | 1 октября 2012 года             |
| 624   | Флаг Беларуси     | Филиппов, Иван Владимирович         | артист оркестра — ведущий мастер сцены государственного театрально-зрелищного учреждения «Национальный академический Большой театр оперы и балета Республики Беларусь»                                                                             | 1 октября 2012 года             |
| 625   | Флаг Беларуси     | Воробьёва, Ольга Сергеевна          | артист вокального ансамбля высшей категории ансамбля «Камерата» учреждения «Белорусская государственная ордена Трудового Красного Знамени филармония»                                                                                              | 8 ноября 2012 года              |
| 626   | Флаг Беларуси     | Герасимов, Сергей Борисович         | артист-вокалист (солист) высшей категории заслуженного коллектива Республики Беларусь ансамбля «Сябры» обособленного структурного подразделения «Белконцерт» учреждения «Белорусская государственная ордена Трудового Красного Знамени филармония» | 8 ноября 2012 года              |
| 627   | Флаг Беларуси     | Добровольский, Андрей Владимирович  | артист драмы– ведущий мастер сцены государственного учреждения «Заслуженный коллектив Республики Беларусь «Республиканский театр белорусской драматургии»                                                                                          | 8 ноября 2012 года              |
| 628   | Флаг Беларуси     | Дмитрачков, Пётр Фролович           | профессор кафедры истории и культуры Беларуси учреждения образования «Могилёвский государственный университет имени А.А.Кулешова» | 8 ноября 2012 года              |
| 629   | Флаг Беларуси     | Сидоркевич, Людмила Александровна   | артист драмы – ведущий мастер сцены государственного учреждения «Заслуженный коллектив Республики Беларусь «Республиканский театр белорусской драматургии»                                                                                         | 8 ноября 2012 года              |
| 630   | Флаг Беларуси     | Ситница, Григорий Семёнович         | художник-график, первый заместитель председателя общественного объединения «Белорусский союз художников» | 8 ноября 2012 года              |
| 631   | Флаг Беларуси     | Ярмоленко, Ольга Анатольевна        | артист-вокалист (солист) высшей категории заслуженного коллектива Республики Беларусь ансамбля «Сябры» обособленного структурного подразделения «Белконцерт» учреждения «Белорусская государственная ордена Трудового Красного Знамени филармония» | 8 ноября 2012 года              |

## За 2013 год
Число награждённых — 54 человека.
| № п/п | Стра на           | Фамилия Имя Отчество              | Должность либо профессия на момент награждения | Дата награждения (выхода указа) |
| ----- | ----------------- | --------------------------------- | --- | ------------------------------- |
| 632   | Флаг Беларуси     | Горбачёва, Людмила Васильевна     | заведующая информационно-аналитическим отделом государственного учреждения «Национальная библиотека Беларуси»                                                                  | 16 января 2013 года             |
| 633   | Флаг Беларуси     | Жданович, Александр Викторович    | ведущий мастер сцены Государственного учреждения «Национальный академический драматический театр имени М. Горького»                                                            | 16 января 2013 года             |
| 634   | Флаг Беларуси     | Кондратьева, Валентина Ивановна   | заместитель директора по творческой работе учреждения образования «Могилёвский государственный колледж искусств»                                                               | 16 января 2013 года             |
| 635   | Флаг Беларуси     | Киреева, Галина Владимировна      | заведующая научно-исследовательским отделом книговедения государственного учреждения «Национальная библиотека Беларуси»                                                        | 16 января 2013 года             |
| 636   | Флаг Беларуси     | Липский, Владимир Константинович  | заведующий кафедрой трубопроводного транспорта, водоснабжения и гидравлики учреждения образования «Полоцкий государственный университет»                                       | 16 января 2013 года             |
| 637   | Флаг Беларуси     | Лихачёв, Сергей Алексеевич        | заведующий неврологическим отделом государственной учреждения «Республиканский научно-практический центр неврологии и нейрохирургии» Министерства здравоохранения              | 16 января 2013 года             |
| 638   | Флаг Беларуси     | Пляшкевич, Вероника Николаевна    | артист высшей категории государственного учреждения «Национальный академический драматический театр имени М. Горького»                                                         | 16 января 2013 года             |
| 639   | Флаг Беларуси     | Аваков, Сергей Мирзоевич          | директор Научно-производственного республиканского унитарного предприятия «КБТЭМ-ОМО»                                                                                          | 4 февраля 2013 года             |
| 640   | Флаг Беларуси     | Балашенко, Сергей Александрович   | декан юридического факультета Белорусского государственного университета | 4 февраля 2013 года             |
| 641   | Флаг Беларуси     | Матюшков, Владимир Егорович       | главный инженер научно-производственного республиканского унитарного предприятия «КБТЭМ-ОМО»                                                                                   | 4 февраля 2013 года             |
| 642   | Флаг Беларуси     | Прянишников, Анатолий Семёнович   | заместитель главного редактора учреждения «Редакция газеты «Белорусская нива»                                                                                                  | 4 февраля 2013 года             |
| 643   | Флаг Беларуси     | Була, Мирон Иванович              | заведующий кафедрой баяна и аккордеона учреждения образования «Белорусская государственная академия музыки»                                                                    | 15 апреля 2013 года             |
| 644   | Флаг Беларуси     | Витченко, Наталья Васильевна      | первый заместитель председателя правления общественного объединения «Белорусский союз музыкальных деятелей»                                                                    | 15 апреля 2013 года             |
| 645   | Флаг Беларуси     | Дадиомова, Ольга Владимировна     | заведующая кафедрой белорусской музыки учреждения образования «Белорусская государственная академия музыки»                                                                    | 15 апреля 2013 года             |
| 646   | Флаг Беларуси     | Петрова, Татьяна Николаевна       | ведущий мастер сцены Государственного учреждения «Музыкальная капелла «СОНОРУС» Минской области»                                                                               | 15 апреля 2013 года             |
| 647   | Флаг Беларуси     | Семёнов, Олег Михайлович          | преподаватель по классу вокала учреждения образования «Минский государственный колледж искусств»                                                                               | 15 апреля 2013 года             |
| 648   | Флаг Беларуси     | Вронская, Ольга Владимировна      | артист-вокалист (солист) высшей квалификационной категории государственного театрально-зрелищного учреждения «Молодёжный театр эстрады»                                        | 27 мая 2013 года                |
| 649   | Флаг Беларуси     | Ровдо, Иван Семёнович             | декан филологического факультета Белорусского государственного университета | 27 мая 2013 года                |
| 650   | Флаг Беларуси     | Валентий, Андрей Николаевич       | артист-вокалист (солист) — ведущий мастер сцены государственной театрально-зрелищной учреждения «Национальный академический Большой театр оперы и балета Республики Беларусь»  | 20 июня 2013 года               |
| 651   | Флаг Беларуси     | Воробьёв, Виктор Анатольевич      | заведующий кафедрой экономической теории учреждения образования «Белорусский государственный экономический университет»                                                        | 20 июня 2013 года               |
| 652   | Флаг Беларуси     | Гилеп, Владимир Александрович     | председатель Совета общественного объединения «Белорусский фонд культуры» | 20 июня 2013 года               |
| 653   | Флаг Беларуси     | Гинько, Ольга Дмитриевна          | директор государственного учреждения образования «Прозороцкая детский сад — средняя школа Глубокского района»                                                                  | 20 июня 2013 года               |
| 654   | Флаг Беларуси     | Захаревич, Андрей Юрьевич         | ведущий мастер сцены Государственного учреждения «Национальный академический драматический театр имени М. Горького»                                                            | 20 июня 2013 года               |
| 655   | Флаг Беларуси     | Кузнецов, Анатолий Васильевич     | художник-живописец, член общественного объединения «Белорусский союз художников»                                                                                               | 20 июня 2013 года               |
| 656   | Флаг Беларуси     | Перегудова, Людмила Ивановна      | редактор журнала «На экранах» республиканского унитарного предприятия «Издательство «Белорусский Дом печати»                                                                   | 20 июня 2013 года               |
| 657   | Флаг Беларуси     | Рабиза, Тореса Эдуардовна         | учитель истории и обществоведения государственного учреждения образования «Средняя школа № 1 г. Глубокое имени П.О.Сухого»                                                     | 20 июня 2013 года               |
| 658   | Флаг Беларуси     | Хмельницкий, Владимир Анатольевич | проректор по учебной работе учреждения образования «Белорусский государственный экономический университет»                                                                     | 20 июня 2013 года               |
| 659   | Флаг Азербайджана | Мехтиев, Ариф Шафаят оглы         | Председатель Высшей аттестационной комиссии при Президенте Азербайджанской Республики                                                                                          | 4 сентября 2013 года            |
| 660   | Флаг Беларуси     | Ольшевский, Виктор Владимирович   | руководитель государственного учреждения культуры «Творческие мастерские «Центр современных искусств»                                                                          | 10 сентября 2013 года           |
| 661   | Флаг Беларуси     | Андреев, Игорь Сергеевич          | первый заместитель директора Государственного учреждения «Национальный академический драматический театр имени М. Горького»                                                    | 10 сентября 2013 года           |
| 662   | Флаг Беларуси     | Бормотов, Владимир Николаевич     | директор — художественный руководитель Государственного учреждения культуры «Гродненская капелла»                                                                              | 10 сентября 2013 года           |
| 663   | Флаг Беларуси     | Дорохин, Станислав Иванович       | учитель государственного учреждения образования «Детская хореографическая школа искусств № 1 г. Минска», балетмейстер образцового ансамбля танца «Веселушка»                   | 10 сентября 2013 года           |
| 664   | Флаг Беларуси     | Иконникова, Лариса Николаевна     | преподаватель учреждения образования «Гродненский государственный музыкальный колледж»                                                                                         | 10 сентября 2013 года           |
| 665   | Флаг Беларуси     | Козлова, Нина Ивановна            | заведующая труппой оперы государственного театрально-зрелищного учреждения «Национальный академический Большой театр оперы и балета Республики Беларусь»                       | 10 сентября 2013 года           |
| 666   | Флаг Беларуси     | Колядко, Николай Сергеевич        | дирижёр государственной театрально-зрелищного учреждения «Национальный академический Большой театр оперы и балета Республики Беларусь»                                         | 10 сентября 2013 года           |
| 667   | Флаг Беларуси     | Лешкович, Елена Романовна         | директор учреждения «Государственный литературный музей Янки Купалы» | 10 сентября 2013 года           |
| 668   | Флаг Беларуси     | Мартынюк, Эдуард Александрович    | артист-вокалист (солист) — ведущий мастер сцены государственной театрально-зрелищного учреждения «Национальный академический Большой театр оперы и балета Республики Беларусь» | 10 сентября 2013 года           |
| 669   | Флаг Беларуси     | Ситникова, Светлана Владимировна  | ректор Государственного учреждения образования «Минский областной институт развития образования»                                                                               | 10 сентября 2013 года           |
| 670   | Флаг Беларуси     | Урюкина, Надежда Ивановна         | балетмейстер заслуженного любительского коллектива Республики Беларусь ансамбля танца «Лялечки» Обуховского центра культуры и досуга отдела культуры Гродненского райисполкома | 10 сентября 2013 года           |
| 671   | Флаг Беларуси     | Шпилевская, Юлия Александровна    | артист драмы высшей квалификационной категории государственного учреждения «Национальный академический театр имени Янки Купалы»                                                | 10 сентября 2013 года           |
| 672   | Флаг Беларуси     | Щербакова, Юлия Анатольевна       | концертмейстер по классу вокала труппы оперы государственного театрально-зрелищного учреждения «Национальный академический Большой театр оперы и балета Республики Беларусь»   | 10 сентября 2013 года           |
| 673   | Флаг Беларуси     | Бабашко, Николай Николаевич       | артист балета высшей категории государственного учреждения «Заслуженный коллектив Республики Беларусь Государственный ансамбль танца Беларуси»                                 | 3 декабря 2013 года             |
| 674   | Флаг Беларуси     | Головач, Ольга Геннадьевна        | артист балета высшей категории государственного учреждения «Заслуженный коллектив Республики Беларусь Государственный ансамбль танца Беларуси»                                 | 3 декабря 2013 года             |
| 675   | Флаг Беларуси     | Дударева, Марина Викторовна       | главный режиссёр Государственного учреждения «Драматический театр Белорусской армии»                                                                                           | 3 декабря 2013 года             |
| 676   | Флаг Беларуси     | Ивкович, Евгений Валентинович     | ведущий мастер сцены учреждения «Белорусский государственный молодёжный театр»                                                                                                 | 3 декабря 2013 года             |
| 677   | Флаг Беларуси     | Карпов, Василий Алексеевич        | артист балета высшей категории государственного учреждения «Белорусский государственный заслуженный хореографический ансамбль «Хорошки»                                        | 3 декабря 2013 года             |
| 678   | Флаг Беларуси     | Катюргина, Екатерина Юрьевна      | артист балета высшей категории государственного учреждения «Белорусский государственный заслуженный хореографический ансамбль «Хорошки»                                        | 3 декабря 2013 года             |
| 679   | Флаг Беларуси     | Михаленко, Константин Викторович  | ведущий мастер сцены учреждения «Белорусский государственный молодёжный театр»                                                                                                 | 3 декабря 2013 года             |
| 680   | Флаг Беларуси     | Попов, Анатолий Николаевич        | директор государственного учреждения образования «Детская музыкальная школа искусств № 11 имени В.В.Оловникова г. Минска»                                                      | 3 декабря 2013 года             |
| 681   | Флаг Беларуси     | Плиговко, Владислав Николаевич    | ведущий мастер сцены концертно-гастрольного отдела учреждения «Белорусская государственная ордена Трудового Красного Знамени филармония»                                       | 3 декабря 2013 года             |
| 682   | Флаг Беларуси     | Приходько, Василий Владимирович   | артист балета высшей категории государственного учреждения «Белорусский государственный заслуженный хореографический ансамбль «Хорошки»                                        | 3 декабря 2013 года             |
| 683   | Флаг Беларуси     | Перцов, Владимир Борисович        | директор представительства Межгосударственной телерадиокомпании «Мир» в Республике Беларусь                                                                                    | 3 декабря 2013 года             |
| 684   | Флаг Беларуси     | Рощина, Светлана Петровна         | артист балета высшей категории государственного учреждения «Белорусский государственный заслуженный хореографический ансамбль «Хорошки»                                        | 3 декабря 2013 года             |
| 685   | Флаг Беларуси     | Христич, Елена Николаевна         | артист драмы высшей категории учреждения «Белорусский государственный молодёжный театр»                                                                                        | 3 декабря 2013 года             |

## За 2014 год
Число награждённых — 9 человек.
| № п/п | Стра на          | Фамилия Имя Отчество                           | Должность либо профессия на момент награждения | Дата награждения (выхода указа) |
| ----- | ---------------- | ---------------------------------------------- | --- | ------------------------------- |
| 686   | Флаг Беларуси    | Алешко, Виктория Робертовна                    | артист-вокалист (солист) высшей квалификационной категории государственного театрально-зрелищного учреждения «Молодёжный театр эстрады»                                                   | 10 января 2014 года             |
| 687   | Флаг Беларуси    | Сюльжина, Аэлита Ивановна                      | обозреватель учреждения Администрации Президента Республики Беларусь «Редакция газеты «Советская Белоруссия»                                                                              | 10 января 2014 года             |
| 688   | Флаг Беларуси    | Танюкевич, Дмитрий Сергеевич (Дмитрий Сергеев) | артист-вокалист (солист) высшей квалификационной категории государственного театрально-зрелищного учреждения «Молодёжный театр эстрады»                                                   | 10 января 2014 года             |
| 689   | Флаг Беларуси    | Эйсмонт, Иван Михайлович                       | заместитель главного директора Главной дирекции «Агентство телевизионных новостей» Национальной государственной телерадиокомпании                                                         | 10 января 2014 года             |
| 690   | Флаг Беларуси    | Шмат, Валерий Сергеевич                        | художественный руководитель частного концертного унитарного предприятия «Музыкальный продюсерский центр «Золотые голоса»                                                                  | 11 января 2014 года             |
| 691   | Флаг Беларуси    | Афанасенко, Валентина Гавриловна               | заведующая филиалом Государственного учреждения «Президентская библиотека Республики Беларусь»                                                                                            | 4 февраля 2014 года             |
| 692   | Флаг Беларуси    | Васюк, Владимир Владимирович                   | художник-график, член Общественного объединения «Белорусский союз художников» | 4 февраля 2014 года             |
| 692   | Флаг Беларуси    | Кембровский, Геннадий Станиславович            | учитель физики государственного учреждения образования «Гимназия № 29 г. Минска» | 4 февраля 2014 года             |
| 693   | Флаг Беларуси    | Мараховский, Юрий Харитонович                  | заведующий кафедрой гастроэнтерологии и нутрициологии государственного учреждения образования «Белорусская медицинская академия последипломного образования»                              | 4 февраля 2014 года             |
| 694   | Флаг Беларуси    | Наумова, Людмила Ивановна                      | заместитель директора по научной работе государственного учреждения «Президентская библиотека Республики Беларусь»                                                                        | 4 февраля 2014 года             |
| 695   | Флаг Беларуси    | Порожняк, Тарас Николаевич                     | художник декоративно-прикладного искусства, член Общественного объединения «Белорусский союз художников»                                                                                  | 4 февраля 2014 года             |
| 696   | Флаг Беларуси    | Соболь, Анатолий Анатольевич                   | директор государственного учреждения образования «Поставская детская школа искусств» | 4 февраля 2014 года             |
| 697   | Флаг Беларуси    | Старовойтов, Леонид Евгеньевич                 | декан физико-математического факультета учреждения образования «Могилёвский государственный университет имени А.А.Кулешова»                                                               | 4 февраля 2014 года             |
| 698   | Флаг Беларуси    | Сурус, Григорий Фёдорович                      | член Общественного объединения «Белорусский союз композиторов» | 4 февраля 2014 года             |
| 699   | Флаг Беларуси    | Степанкова, Анна Алексеевна                    | артист-вокалист (солист) Государственного учреждения «Академический ансамбль песни и танца Вооружённых Сил Республики Беларусь»                                                           | 4 февраля 2014 года             |
| 700   | Флаг Беларуси    | Финский, Александр Михайлович                  | доцент кафедры скульптуры учреждения образования «Белорусская государственная академия искусств»                                                                                          | 4 февраля 2014 года             |
| 701   | Флаг Литвы       | Будрис, Ромуальд                               | директор Литовского художественного музея | 25 февраля 2014 года            |
| 702   | Флаг Литвы       | Василевский, Евгений Васильевич                | бывший солист Литовского национального театра оперы и балета | 25 февраля 2014 года            |
| 703   | Флаг Беларуси    | Бородуля, Валентин Алексеевич                  | заведующий отделением теплоэнергетических процессов и аппаратов Государственного научного учреждения «Институт тепло- и массообмена им. А. В. Лыкова Национальной академии наук Беларуси» | 14 апреля 2014 года             |
| 704   | Флаг Беларуси    | Нестерович, Виктор Антонович                   | Председатель Логойского районного совета ветеранов, почетный гражданин Логойского района                                                                                                  | 25 июня 2014 год                |
| 705   | Флаг России      | Казаков, Валерий Николаевич                    | председатель совета Федеральной национально-культурной автономии белорусов России, помощник полномочного представителя Президента Российской Федерации в Сибирском федеральном округе     | 1 июля 2014 года                |
| 706   | Флаг Кыргызстана | Руцкая, Юлия Сергеевна                         | член Общественного Объединения белорусов в Кыргызской Республике «Рассвет» | 13 ноября 2014 года             |
| 707   | Флаг Беларуси    | Асаёнок Андрей Николаевич                      | Артист балета высшей категории "Белорусского Государственного Академического Заслуженного Хореографического Ансамбля "Хорошки"                                                            | 3 декабря 2014                  |

## За 2015 год
Число награждённых — 8 человек.
| № п/п | Стра на           | Фамилия Имя Отчество           | Должность либо профессия на момент награждения | Дата награждения (выхода указа) |
| ----- | ----------------- | ------------------------------ | --- | ------------------------------- |
| 537   | Флаг Азербайджана | Алиев, Чингиз Али оглы         | заведующий сектором издательств отдела издательств, организации рекламы и информации Министерства культуры и туризма Азербайджанской Республики         | 16 февраля 2015 года            |
| 538   | Флаг Армении      | Милитонян, Эдуард Геворгович   | начальник государственной некоммерческой организации «Центр книги и издательского дела» Министерства культуры Республики Армения                        | 16 февраля 2015 года            |
| 539   | Флаг Молдовы      | Игнатенко, Вячеслав Михайлович | член Союза художников Республики Молдова, заместитель председателя республиканской общественной организации «Белорусское общество в Республике Молдова» | 16 февраля 2015 года            |
| 540   | Флаг Беларуси     | Галанов, Андрей Игоревич       | Дирижёр Национального академического Большого театра оперы и балета Республики Беларусь                                                                 | 24 апреля 2015 год              |
| 541   | Флаг Ирландии     | Патрик Джозеф Хики             | президент Европейских олимпийских комитетов | 8 июня 2015 года                |
| 542   | Флаг России       | Капчинская, Ирина Германовна   | художественный руководитель белорусского фольклорно-этнографического ансамбля «Кирмаш» (г. Москва)                                                      | 31 августа 2015 года            |
| 543   | Флаг Польши       | Чиквин, Ян Артёмович           | председатель белорусского литературного объединения «Беловежье»                                                                                         | 10 сентября 2015 года           |
| 544   | Флаг России       | Герасименко, Ольга Валерьевна  | шеф-редактор газеты «СОЮЗ. Беларусь-Россия» | 24 сентября 2015 года           |

## За 2016 год
Число награждённых — 11 человек.
| № п/п | Стра на       | Фамилия Имя Отчество             | Должность либо профессия на момент награждения | Дата награждения (выхода указа) |
| ----- | ------------- | -------------------------------- | --- | ------------------------------- |
| 545   | Флаг Польши   | Остапчук, Юрий                   | художественный руководитель ансамбля белорусской песни «Примаки»                                                                                              | 17 февраля 2016 года            |
| 546   | Флаг Беларуси | Золотой, Сергей Анатольевич      | Директор НИРУП "Геоинформационные системы" | 2 июня 2016 года                |
| 547   | Флаг Беларуси | Гринкевич, Валерий Александрович | Дирижер оркестра учреждения культуры "Заслуженный коллектив Республики Беларусь "Зрелищно-культурный комплекс «Гомельский государственный цирк»               | 2 июня 2016 года                |
| 548   | Флаг Беларуси | Закревская, Галина Викторовна    | Артистка театра кукол — ведущая мастер сцены государственного учреждения культуры «Гродненский областной театр кукол»                                         | 2 июня 2016 года                |
| 549   | Флаг Беларуси | Кузьмицкая, Лидия Александровна  | Артистка-вокалистка, ведущая мастер сцены учреждения "Заслуженный коллектив Республики Беларусь «Белорусский государственный академический музыкальный театр» | 2 июня 2016 года                |
| 550   | Флаг Беларуси | Ламан, Николай Афанасьевич       | Заведующий лабораторией роста и развития растений ГНУ «Институт экспериментальной ботаники им. В. Ф. Купревича Национальной академии наук Беларуси»           | 2 июня 2016 года                |
| 551   | Флаг Беларуси | Локотко, Александр Иванович      | директор ГНУ «Центр исследований белорусской культуры, языка и литературы Национальной академии наук Беларуси»                                                | 2 июня 2016 года                |
| 552   | Флаг Франции  | Володось, Аркадий Леонтьевич     | создатель ассоциации «Обмен: Франция-Беларусь» | 10 июня 2016 года               |
| 553   | Флаг России   | Адаскевич, Любовь Александровна  | председатель региональной общественной организации «Национально-культурная автономия белорусов Томской области»                                               | 24 октября 2016 года            |
| 554   | Флаг России   | Солопова, Оксана Вячеславовна    | председатель региональной общественной организации «Национально-культурная автономия «Белорусы Москвы»                                                        | 24 октября 2016 года            |
| 554   | Флаг США      | Марк Дайбл                       | исполнительный директор Глобального фонда для борьбы со СПИДом, туберкулёзом и малярией                                                                       | 26 октября 2016 года            |
| 555   | Флаг Мали     | Жан Мишель Хамал Сидибе          | исполнительный директор Объединённой программы ООН по ВИЧ / СПИДу (ЮНЭЙДС), заместитель генерального секретаря Организации Объединённых Наций                 | 26 октября 2016 года            |

## За 2017 год
Число награждённых — 9 человек.
| № п/п | Стра на       | Фамилия Имя Отчество           | Должность либо профессия на момент награждения | Дата награждения (выхода указа) |
| ----- | ------------- | ------------------------------ | --- | ------------------------------- |
| 556   | Флаг России   | Глусская, Ирина Михайловна     | Президент Самарской областной организации белорусов и уроженцев Беларуси «Русско-белорусское Братство 2000»                                                                     | 12 апреля 2017 года             |
| 557   | Флаг России   | Ярошук, Александр Георгиевич   | Руководитель городского округа «Город Калининград», член Совета общественной организации «Региональная национально-культурная автономия «Калининградское землячество белорусов» | 12 апреля 2017 года             |
| 556   | Флаг Беларуси | Должевский, Александр Петрович | Заместитель директора Молодежного театра эстрады г. Минск | 27 марта 2017 года              |
| 558   | Флаг Беларуси | Атрашкевич, Елена Викторовна   | Преподаватель Минского государственного колледжа искусств | 31 мая 2017 года                |
| 559   | Флаг Беларуси | Донин, Борис Ильич             | Ведущий мастер сцены Минского областного драматического театра | 31 мая 2017 года                |
| 560   | Флаг Беларуси | Рассадин, Сергей Евгеньевич    | Профессор кафедры истории Беларуси и политологии учреждения образования «Белорусский государственный технологический университет»                                               | 20 июня 2017 года               |
| 561   | Флаг Франции  | Сосновский, Георгий Иванович   | Руководитель франко-белорусской ассоциации «Жизнь в музыке» (г. Париж, Французская Республика)                                                                                  | 15 августа 2017 года            |
| 562   | Флаг Беларуси | Левкович, Елена Леонидовна     | Первый заместитель директора редакционно-издательского учреждения «Издательский дом «Звезда»                                                                                    | 25 августа 2017 года            |
| 563   | Флаг Латвии   | Иване, Анна Владиславовна      | Директор Рижской белорусской основной школы имени Янки Купалы | 28 ноября 2017 года             |

## За 2018 год
Число награждённых — 4 человека.
| № п/п | Стра на       | Фамилия Имя Отчество               | Должность либо профессия на момент награждения                                      | Дата награждения (выхода указа) |
| ----- | ------------- | ---------------------------------- | ----------------------------------------------------------------------------------- | ------------------------------- |
| 564   | Флаг Молдовы  | Москович, Константин Яковлевич     | солист Национальной филармонии Республики Молдова имени Сергея Лункевича            | 18 октября 2018 года            |
| 565   | Флаг Беларуси | Данилович, Вячеслав Викторович     | Директор Института истории Национальной академии наук Беларуси                      |                                 |
| 566   | Флаг Беларуси | Смехович, Николай Владимирович     | Заведующий центром новой и новейшей истории Беларуси Института истории НАН Беларуси | 28 ноября 2018 года             |
| 567   | Флаг Беларуси | Бутерус-Сорока, Жанет Владимировна | Артистка-вокалистка (солистка) Молодёжного театра эстрады                           | 3 марта 2018 года               |
| 568   | Флаг Франции  | Ранк, Жан-Жак                      | почётный консул Республики Беларусь в г. Лионе                                      | 22 декабря 2018 года            |

## За 2019 год
Число награждённых — 6 человек.
| № п/п | Стра на       | Фамилия Имя Отчество         | Должность либо профессия на момент награждения                                             | Дата награждения (выхода указа) |
| ----- | ------------- | ---------------------------- | ------------------------------------------------------------------------------------------ | ------------------------------- |
| 569   | Флаг Беларуси | Журавлевич, Ольга Георгиевна | Учитель-методист, преподаватель истории и обществоведения ГУО «Гимназия № 1 г. Солигорска» | 25 февраля 2019 года            |
| 570   | Флаг Беларуси | Шнип, Виктор Анатольевич     | Главный редактор издательства «Мастацкая літаратура»                                       | 30 апреля 2019 года             |
| 571   | Флаг Беларуси | Зеков, Анатолий              | Член ОО «Союз писателей Беларуси»                                                          | 30 апреля 2019 года             |
| 572   | Флаг Беларуси | Логвинович, Александр        | Главный редактор Брестской областной газеты «Заря»                                         | 30 апреля 2019 года             |
| 573   | Флаг Беларуси | Шутова, Светлана             | Главный редактор информационного агентства «Магілёўскія ведамасці»                         | 30 апреля 2019 года             |
| 574   | Флаг Беларуси | Юркин, Иван                  | Советник по Республике Беларусь представительства ООО «Росатом Восточная Европа»           | 30 апреля 2019 года             |